# Heilige plaatsen en pelgrimsroute in het Kii-gebergte
De drie heilige plaatsen en de pelgrimsroute in het Kii-gebergte bevinden zich op Kii, het grootste schiereiland van Japan. Drie heilige plaatsen van het Shintoïsme en het Boeddhisme:
1. Yoshino en Omine;
2. Kumano Sanzan (熊野三山) (of de drie grote tempels: Kumano Hongu Taisha, Kumano Hayatama Taisha en Kumano Nachi Taisha) en
3. Koyasan

worden via een netwerk van pelgrimsroutes verbonden met de oude hoofdsteden Nara en Kyoto.
In 2004 erkende UNESCO deze drie heilige plaatsen en de pelgrimsroutes in het Kii-gebergte als Werelderfgoed.

## Paden
De pelgrimsroutes worden in het Japans Kumano Kodō (熊野古道) genoemd. Men kan 5 verschillende paden onderscheiden:
- Kohechi (小辺路, het kleine pad): van Koyasan naar Kumano Sanzan (ongeveer 70 km).
- Nakahechi  (中辺路): van Tanabe naar Kumano Sanzan
- Ohechi  (大辺路, het grote pad): van Tanabe naar Kushimoto en naar Kumano Sanzan (ongeveer 120 km).
- Iseji (伊勢路): van het Ise-schrijn naar Kumano Sanzan (ongeveer 160 km).
- Kiiji (紀伊路): van Osaka naar Tanabe (ongeveer 140 km).

## Galerij

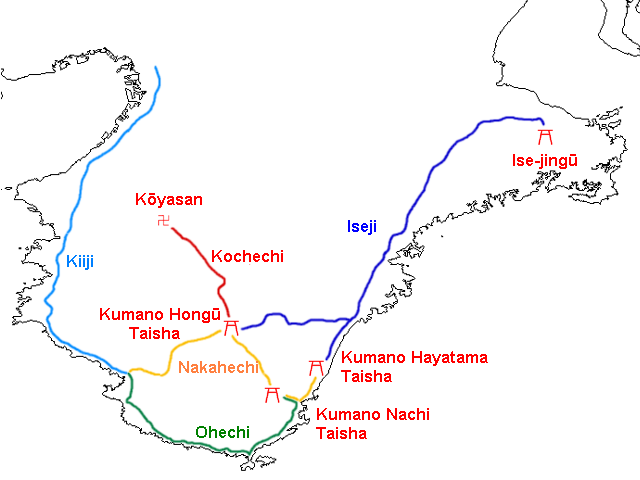
Kaart van de verschillende pelgrimsroutes
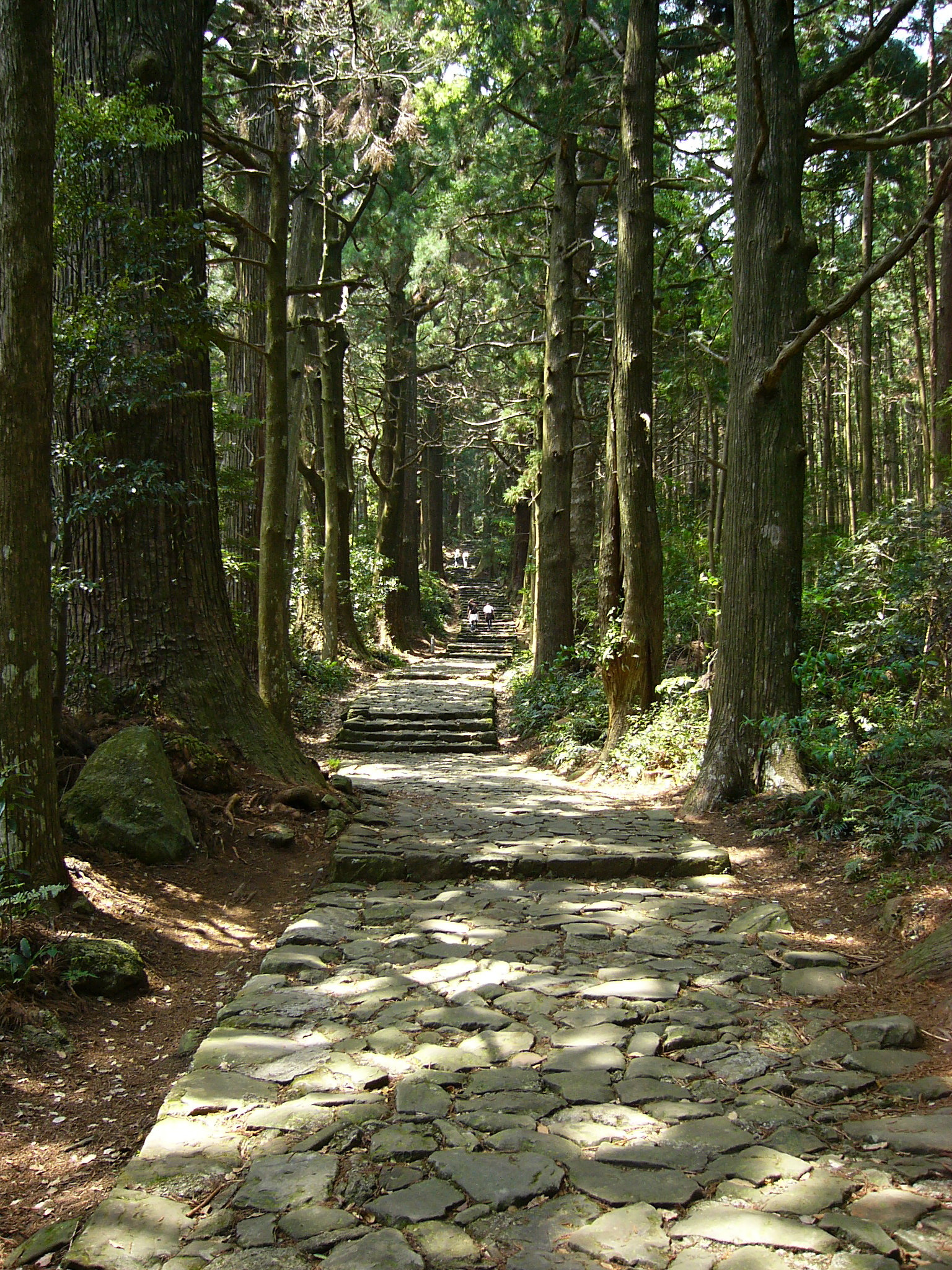
Daimonzaka　in Nachikatsuura (Wakayama)
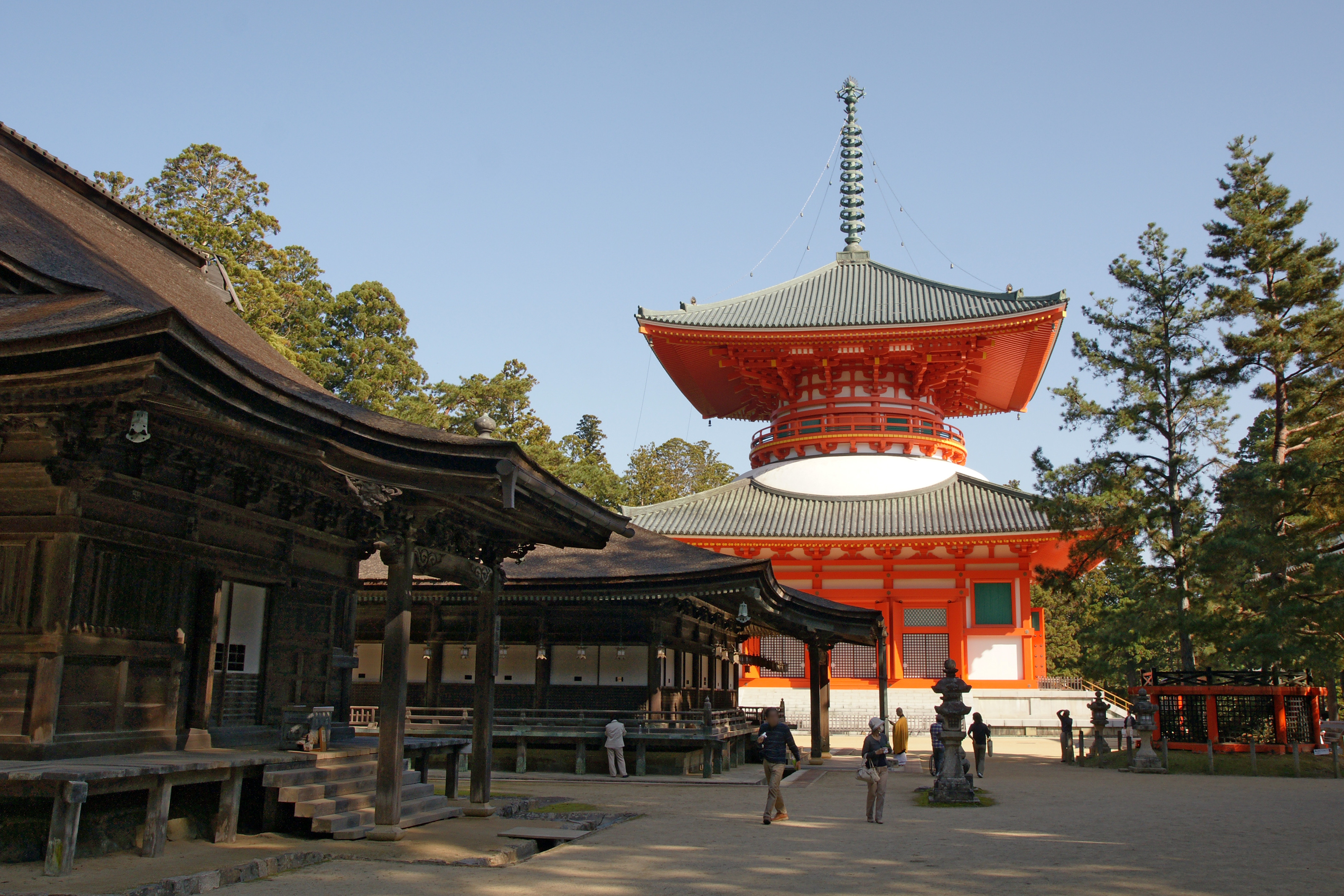
De centrale pagoda van Koyasan

Boeddhistische monumenten in het Horyu-ji-gebied ·
Kasteel Himeji ·
Shirakami-Sanchi ·
Yakushima ·
Historische monumenten van oud-Kyoto (Kyoto, Uji en Otsu) ·
Historische dorpen van Shirakawa-go en Gokayama ·
Vredesmonument in Hiroshima (Genbaku Dome) ·
Itsukushima-schrijn ·
Historische monumenten van oud-Nara ·
Schrijnen en tempels van Nikko ·
Gusuku en plaatsen van het Koninkrijk Riukiu ·
Heilige plaatsen en pelgrimsroute in het Kii-gebergte ·
Shiretoko ·
Zilvermijn Iwami Ginzan en zijn cultuurlandschap ·
Hiraizumi - Tempels, tuinen en archeologische sites die het boeddhistische Pure Land vertegenwoordigen ·
Ogasawara-eilanden ·
Fujisan, heilige plaats en bron van artistieke inspiratie ·
Zijdefabriek van Tomioka en aanverwante sites ·
Sites van de industriële revolutie van Japan tijdens de Meijiperiode: ijzer en staal, scheepsbouw en kolenmijnbouw ·
Architecturaal werk van Le Corbusier (Nationaal Museum voor Westerse Kunst) · 
Heilige eiland Okinoshima en aanverwante sites in Munakata · 
Verborgen christelijke sites in de streek van Nagasaki ·
Groep van kofun van Mozu-Furuichi: grafheuvels van oud-Japan ·
Amami-Oshima, Tokunoshima, noordelijk deel van Okinawa en Iriomote ·
Prehistorische Jomon-sites in Noord-Japan ·
Goudmijnen op het eiland Sado